# Bruine
La bruine, ou crachin, est un type de précipitations dont les gouttes d'eau paraissent presque flotter dans l'air grâce à leur petite taille (de 0,2 à 0,5 mm). Définie comme une petite pluie fine, ces fines gouttelettes tombent très lentement et ne produisent pas de cercles concentriques dans les flaques d'eau. Elle est abrégée DZ (abréviation de Drizzle en anglais) dans la liste des abréviations METAR.

## Formation

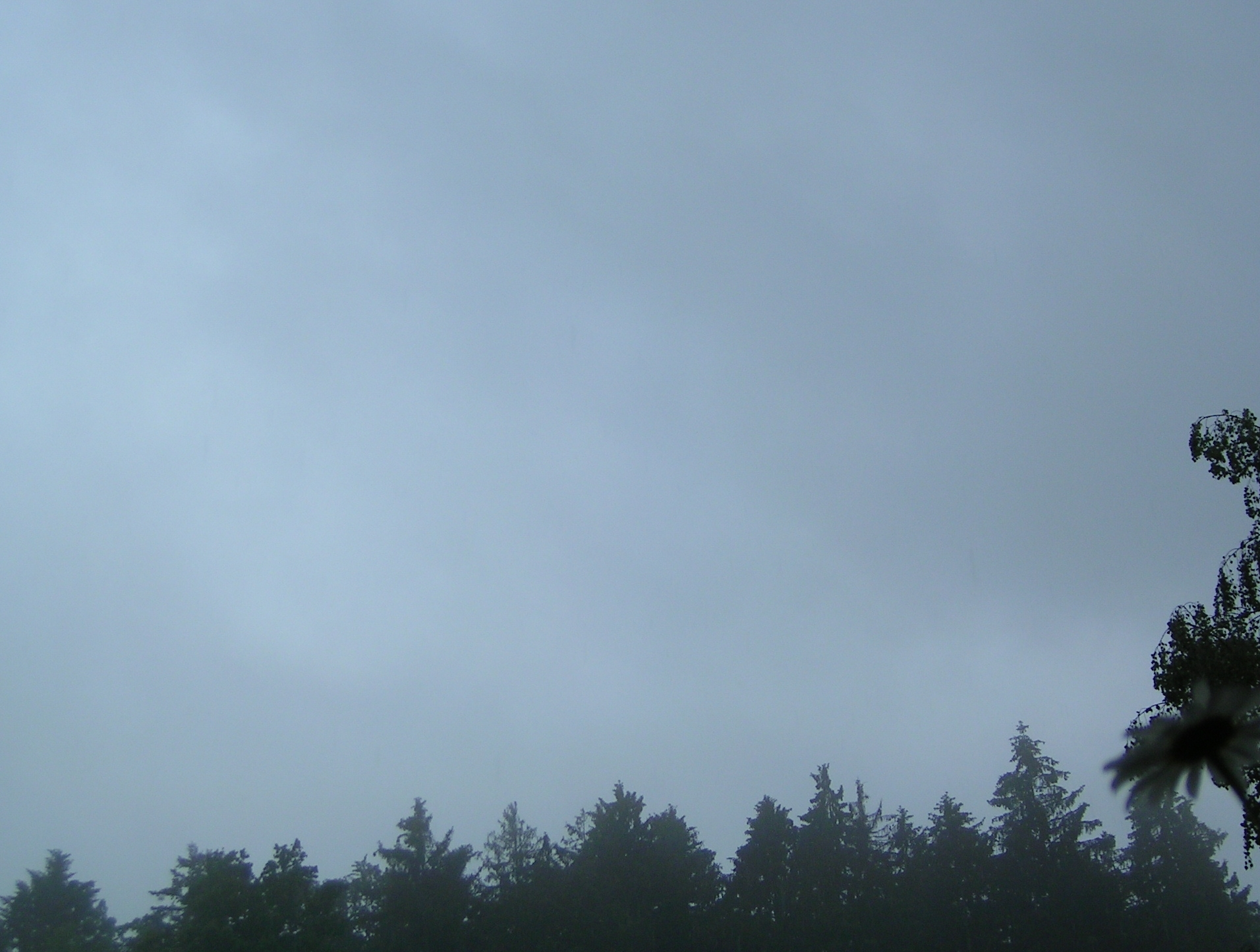
La bruine vient d'un stratus bas.

La bruine se forme dans un nuage bas et de peu d'extension verticale appelé stratus. Elle est particulièrement fréquente dans les régions côtières et les vallées d'altitude lors de la présence de fortes inversions de températures. Il y a dans ces conditions un fort apport d'humidité mais les mouvements verticaux de l'air à l'intérieur des nuages ne sont pas assez forts et sur une assez grande épaisseur pour permettre aux gouttelettes de se développer par coalescence, elles doivent donc croître surtout par condensation ce qui donne de très petits diamètres. La bruine se produit sous les entrées maritimes.

## Importance écologique
En forêt tempérée humide sur le littoral ouest des États-Unis et du Canada (ex : forêts brumeuses canadiennes) et en Europe près des côtes (Irlande, Écosse, Angleterre, Bretagne...) ou en altitude, en complément de la rosée, c'est une source d'« eau météorique » dont profitent les mousses et lichens, ainsi que quelques plantes épiphytes supérieures.
En période de bruine, l'hygrométrie est très élevée mais les accumulations faibles. À la différence de la pluie torrentielle sous orage ou des fortes pluies à l'échelle synoptique, la bruine n'est donc pas facteur d'érosion hydrique, mais comme les brumes et brouillards, elle peut solubiliser certains polluants. Elle n'est pas source d'alimentation des nappes, mais contribue à limiter les effets de la déshydratation et des périodes de sécheresse.